# Maków Podhalański

Maków Podhalański es la ciudad en el voivodato de Pequeña Polonia en el sur de Polonia. Con seis pueblos: Białka, Grzechynia, Juszczyn, Kojszówka, Wieprzec i Żarnówka, forma parte de Gmina mixta urbano-rural Maków Podhalański.

## Historia
La ciudad fue mencionada por primera vez en 1378.